# L'Ascension (version pour orchestre)

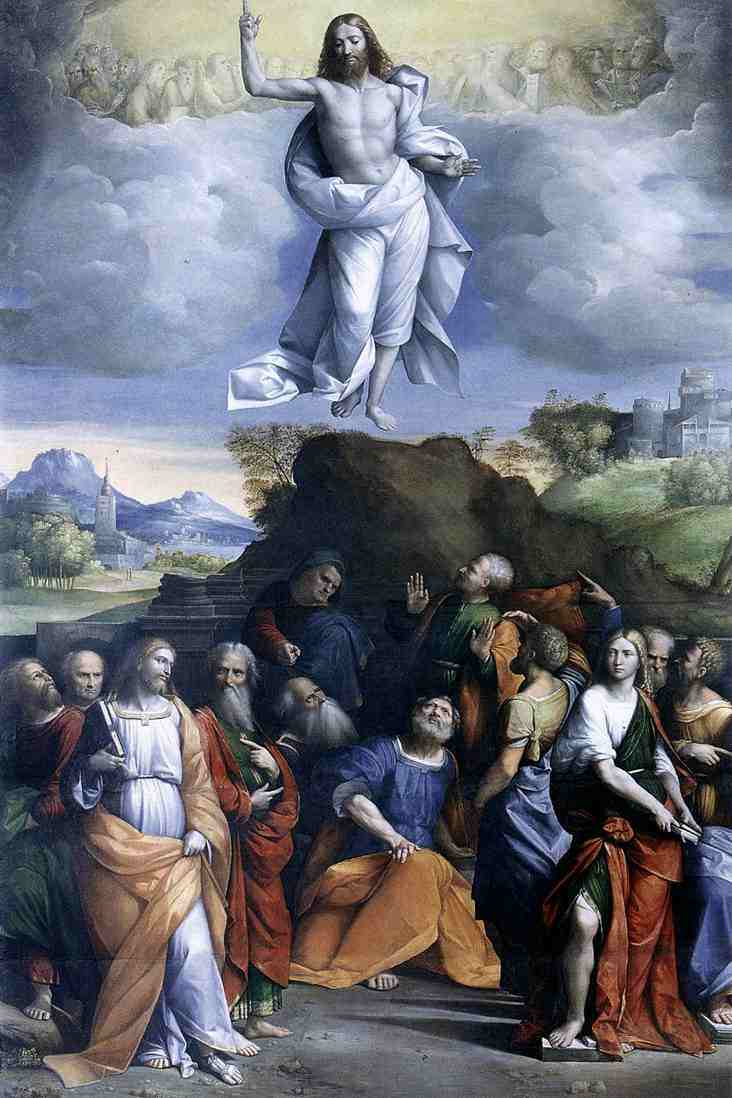
L'Ascension du Christ de Garofalo, v.1510

L'Ascension est une œuvre pour orchestre d'Olivier Messiaen écrite en 1932 et 1933. Elle précède une autre version écrite pour l'orgue.
Elle a pour sous-titre : Quatre méditations symphoniques pour orchestre. Il s'agit de quatre méditations sur des textes sacrés dont, selon Claude Rostand, le compositeur semblait préférer la présentation symphonique.
Faisant autrefois partie des collections Aristophil, le manuscrit autographe de L'Ascension fut préempté par la Bibliothèque nationale de France lors d'une des ventes aux enchères de la société, le 20 juin 2018. 

## Création
L'œuvre a été créée à la Salle Rameau, Paris, le 9 février 1935 par Robert Siohan.

## Durée
Environ 26 à 32 min environ.

## Effectif de l'orchestre
- Bois : 3 flûtes, 2 hautbois, 1 cor anglais, 2 clarinettes la, 1 clarinette basse, 3 bassons

(les clarinettes jouent également les clarinettes en si♭) 
- Cuivres : 4 cors, 3 trompettes, 3 trombones, 1 tuba
- Percussions : 2 percussions

(timbales, triangle, cymbales, tambour de basque, grosse caisse) 
- Cordes frottées : 16 premiers violons, 16 seconds violons, 14 altos, 12 violoncelles, 10 contrebasses

## Mouvements
- Majesté du Christ demandant sa gloire à son Père

Choral de cuivres et bois. « Père, l'heure est venue, glorifie ton Fils, afin que ton Fils te glorifie » (Évangile selon Saint-Jean, chap.17, verset 1). Cette page majestueuse est confiée, dans la version symphonique, aux seuls instruments à vent.
- Alléluias sereins d'une âme qui désire le ciel

En exergue, l'oraison de la messe de l'Ascension : « O Dieu, nous croyons que votre Fils unique est monté au ciel, accordez-nous d'y habiter nous-mêmes en esprit ». L'écriture est assez différente dans les deux versions : à l'orchestre, Messiaen enrichit la texture du morceau et adopte des combinaisons instrumentales somptueuses.
- Alléluia sur la trompette, alléluia sur la cymbale

« Le Seigneur est monté au son de la trompette...Nations, frappez toutes des mains; célébrez Dieu par des  cris d'allégresse » (Psaume 46). La troisième pièce est tout à fait différente dans les versions pour l'orgue et pour orchestre. Dans celle-ci l'auteur a composé une sorte de scherzo simple, lumineux et joyeux.
- Prière du Christ montant vers son père

Choral de cordes.« Père, ...j'ai manifesté ton nom aux hommes...Voici que je ne suis plus dans le monde; mais eux sont dans le monde, et moi je viens à toi»(Évangile selon Saint-Jean, chapitre 17, versets 1,6,11). C'est une pièce d'une douce et profonde solemnité que Messiaen a rendue, à l'orchestre, en des combinaisons confiées aux seules cordes, les premiers violons ayant la sourdine.

## Discographie
- Marius Constant, Orchestre philharmonique de l'ORTF (1971, Erato 2292-45505-2 / ECD 71587) (OCLC 220962733) — avec Couleurs de la Cité céleste, Et exspecto resurrectionem mortuorum) (Pierre Boulez)
- Chung Myung-whun, Orchestre de l'Opéra Bastille (octobre 1991, DG 435 854-2) (OCLC 1040364419 et 256096010) — avec la Troisième symphonie de Camille Saint-Saëns.
- Antoni Wit, Orchestre symphonique de la radio polonaise ; François Weigel, piano ; Thomas Bloch, ondes Martenot (5 octobre–14 décembre 1998, Naxos) (OCLC 65428248) — avec Turangalîla-symphonie